# الأطفال الأبطال
الأطفال الأبطال مسلسل أنمي ياباني من إنتاج إستديو طوكيو موفي شينشا عرض لأول مره في 2 ماري 1991 واستمر عرضه حتى 11 فبراير 1992 .

## روابط خارجية
- الأطفال الأبطال على موقع ANN anime (الإنجليزية)